# Hypsiboas lanciformis
Hypsiboas lanciformis là một loài ếch trong họ Nhái bén.
Nó được tìm thấy ở Bolivia, Brasil, Colombia, Ecuador, Peru, và Venezuela.
Các môi trường sống tự nhiên của chúng là các khu rừng ẩm ướt đất thấp nhiệt đới hoặc cận nhiệt đới, đầm nước nhiệt đới hoặc cận nhiệt đới, sông, hồ nước ngọt, đầm nước ngọt, đầm nước ngọt có nước theo mùa, vườn nông thôn, và các khu rừng trước đây bị suy thoái nặng nề.